# Nationalstraße 105 (China)
Die chinesische Nationalstraße 105 (chinesisch 105国道, Pinyin 105 Guódào, englisch China National Highway 105), chin. Abk. G105, ist eine 2.717 km lange Fernstraße auf dem Gebiet der regierungsmittelbaren Städte Peking und Tianjin sowie in den Provinzen Hebei, Shandong, Henan, Anhui, Hubei, Jiangxi und Guangdong. Sie führt von der Hauptstadt Peking (Beijing) über Tianjin, Cangzhou, Wuqiao, Gaotang, Dongping, Bozhou, Fuyang, Susong, Nanchang, Guangzhou (Kanton), Shunde, Zhongshan nach Zhuhai bei Macau. Die G105 verläuft parallel zur G106 und G107.